# Викерс 123
Викерс 123 (енгл. Vickers 123 Scout) је британски ловачки авион. Авион је први пут полетео 1926. године. 

Размах крила је био 10,3 метара а дужина 8,69 метара. Био је наоружан са два предња митраљеза калибра 7,7 милиметара типа Викерс.

## Наоружање
| Наоружање авиона: Викерс 123   |     |
| Ватрено (стрељачко) наоружање  |     |
| Топ                            |     |
| Митраљез                       |     |
| Број и ознака митраљеза        | 2   |
| Калибар                        | 7,7 |
| Бомбардерско наоружање (бомбе) |     |
| Ракетно наоружање (ракете)     |     |